# Weißes Rauschen (Roman)
Weißes Rauschen ist der deutsche Titel des achten Romans White Noise des US-amerikanischen Schriftstellers Don DeLillo aus dem Jahr 1985. Die Erstausgabe mit 326 Seiten in englischer Originalsprache veröffentlichte Viking Adult am 21. Januar. Die deutsche Übersetzung von Helga Pfetsch kam 1987 durch Kiepenheuer & Witsch in die Buchläden.

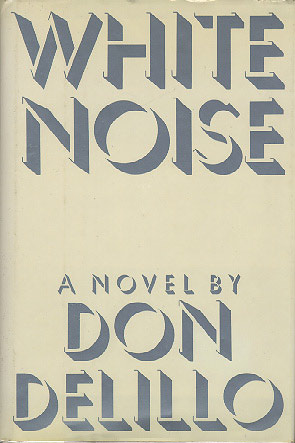
Einband des Romans im englischen Original

## Handlung
Der Protagonist Jack Gladney ist Dozent an einer namenlosen Hochschule (College), die immer nur als das College auf dem Hügel beschrieben wird. Gladney ist Spezialist für „Hitler-Studien“ und hat sich, obwohl er erst vor kurzem begonnen hat, die deutsche Sprache zu erlernen, ein gewisses Renommee mit der Erforschung Hitlers erarbeitet. Er lebt in der fiktiven Kleinstadt Blacksmith im mittleren Westen der USA in fünfter Ehe zusammen mit Babette, dem gemeinsamen Sohn Wilder und drei anderen Kindern aus früheren Beziehungen namens Heinrich, Steffi und Denise. Die Eheleute haben große Angst vor dem Tod. Immer wieder beschäftigen sie sich mit dem Gedanken, wer von beiden als erstes sterben könnte und wie das Leben für den anderen dann weiterginge. Die Existenz der Familie, wie auch die der restlichen Bevölkerung, verläuft ruhig und beschaulich. Das Leben ist bestimmt durch Konsum – wie etwa die regelmäßigen Ausflüge zum Shopping in die umliegenden Malls oder die Besuche der gängigen Fast-Food-Restaurants. Hin und wieder wird Jack durch Rückblicke auf seine früheren Ehen mit Frauen, die irgendwie „geheimdienstlich“ aktiv waren, aus diesem dahinplätschernden typischen Alltag gerissen. Auch die Herausforderungen einer Patchwork-Familie stimmen ihn hin und wieder nachdenklich. Bis auf die gelegentlichen Diskussionen mit Murray, einem Dozenten am College und ehemaligen Sportreporter, über Themen wie das moderne Leben oder die Macht der Medien, verlässt Jack nie den Boden der gutbürgerlichen Eintönigkeit. Murray teilt eine Leidenschaft von Jack: Sammelwut. Während der eine alles zum Thema Hitler sammelt, hortet der andere alles rund um Elvis. Zur Zäsur kommt es durch einen Chemieunfall. Die Stadt wird evakuiert. In einem Lager verbringt die Familie einige Tage, ehe sie wieder zurück in ihr Haus dürfen, doch Jack kommt mit der giftigen Substanz in Berührung. Um welche Art von Stoff es sich handelt oder welche Wirkungen er hat, ist unklar. Die Nachrichtenlage bleibt nebulös. Selbst Ärzte können dem Wissenschaftler Jack keine konkrete Auskunft geben, den jetzt eine noch tiefere Angst vor dem Tod befällt. Ohne sein Wissen testet Babette ein experimentelles Medikament namens „Dylar“, das ihr die Angst vor dem Tod nehmen soll. Doch bis auf viele Nebenwirkungen und ein hohes Suchtpotential bleibt die auf dem Schwarzmarkt besorgte Droge weitestgehend ohne Wirkung. Nach der Rückkehr ist Blacksmith geprägt durch Simulationen und Übungen für den Fall einer weiteren Katastrophe. Diese werden von einer ominösen Organisation namens SIMUVAC durchgeführt, welche sich mit Simulationen der Wirklichkeit befasst. Das Stadtbild und die Gemeinschaft sind nicht mehr das von früher mit der zumindest nach außen hin heilen Fassade. Das Leben ist jetzt geprägt von Angst, Unsicherheit und Trauer. Babette beginnt eine Affäre mit einem ebenfalls nach Dylar süchtigen Willie Mink alias Mr. Grey. Jacks Angst vor dem Tod wird immer stärker. In einer Diskussion mit Murray fasst er den Entschluss, diese Angst dadurch zu bekämpfen, dass er den Tod besser kennen lernt, und zwar durch das Töten eines anderen Menschen. Kurzerhand schießt er auf den Geliebten seiner Frau und platziert die Waffe so, dass es wie Selbstmord aussieht. Dabei löst sich ein Schuss, der Jack am Arm trifft. Er bringt sich und den noch lebenden Willie Mink in ein von deutschen atheistischen Nonnen geführtes Krankenhaus. Dadurch wird das Leben beider gerettet. Zurück in seinem Zuhause schaut Jack seinen Kindern beim Schlafen zu.

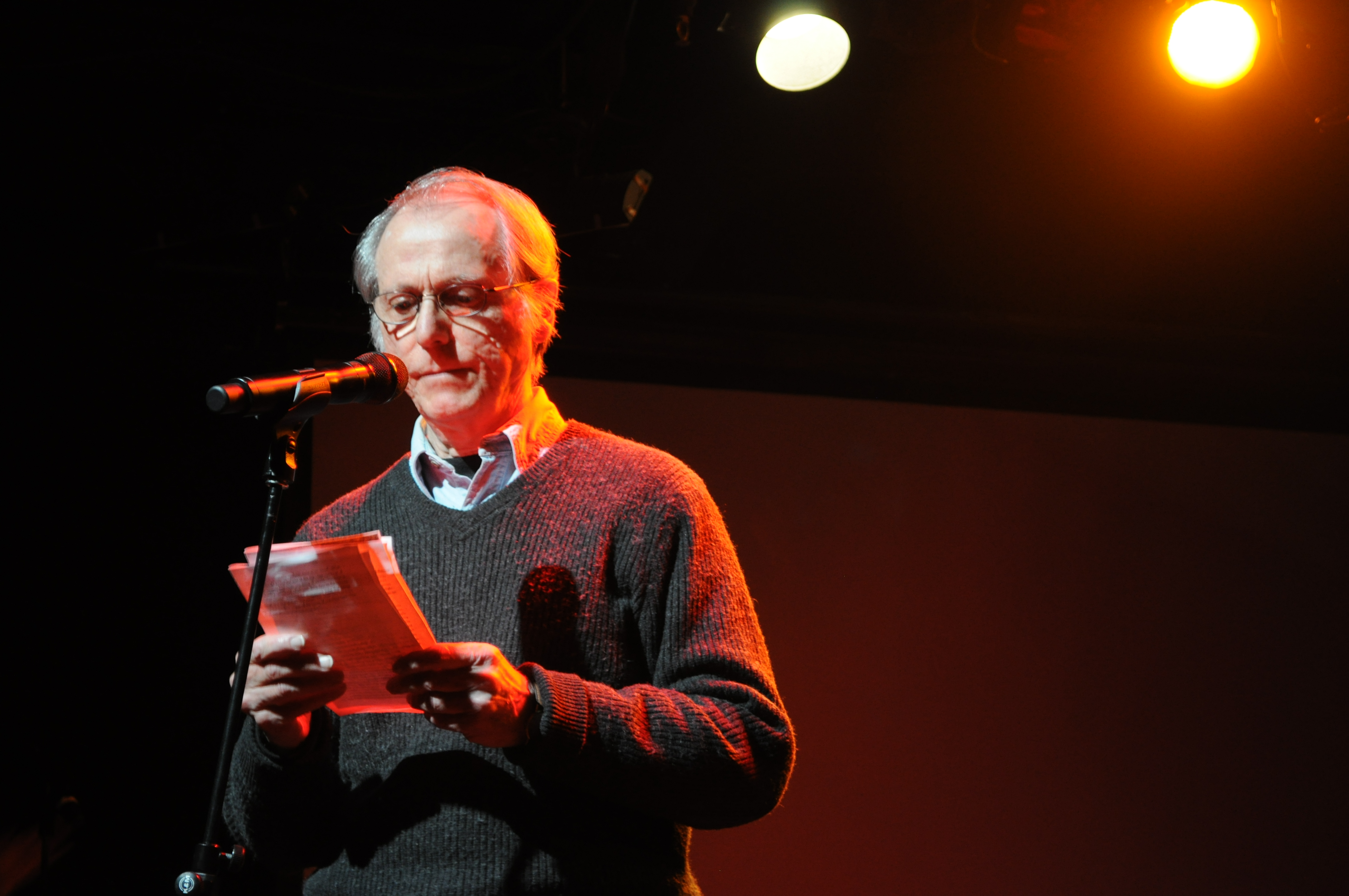
Der Autor 2011 bei einer Lesung in New York

## Aufbau
Der Roman ist in der ersten Vergangenheit aus der Sicht des Ich-Erzählers verfasst. Der Autor hat den Text in drei Teile gegliedert:
- Wellen und Strahlen

- Umfasst die Zeit vor dem Unfall mit den Kapiteln eins bis 20.
- Der luftübertragene toxische Vorfall

- Schildert den Chemieunfall in Kapitel 21.
- Dylarma

- Umfasst die Zeit nach dem Unfall in den Kapiteln 22 bis 40

## Deutung
Der Roman besteht im wesentlich aus zwei Hauptteilen, deren Zäsur durch den Unfall erfolgt. Der zunächst noch in der „heilen Welt“ spielende Teil ist geprägt von satirischer Kritik und teils absurden Szenen und Gedanken rund um das akademische Leben und den Alltag an einer (provinziellen) Hochschule. Hinzu kommt eine harsche Medienkritik an die Adresse des allgegenwärtigen Fernsehens: Informationen werden bewusst verschleiert; Fakten verharmlost mit dem Ziel, die Gesellschaft ruhig zu halten und keine Panik zu schüren. Auch Jacks und Murrays Sammelwut kann als Allegorie auf das Datensammeln der sich gerade erst entwickelnden Informationsgesellschaft gedeutet werden. Der zweite Teil ist düster, aber auch immer wieder ironisch. Er befasst sich mit Angst und Tod sowie dem Kontrast der Realität gegenüber Mythos und Religion, um zu zeigen, dass nichts mehr sicher ist. In seiner Rezension des Gesamtwerkes des Autors geht Der Spiegel sogar noch weiter und führt aus, dass DeLillo in seiner Betrachtung der Medien 1985 schon fast prophetisch die Entwicklungen des Web 2.0 und der Sozialen Medien vorhergesagt habe.

## Adaptionen
Der US-amerikanische Regisseur Daniel Fish setzte sich mit dem Roman auseinander. Er brachte eine unter anderem mit Videoprojektionen inszenierte Fassung des Romans auf die Bühne, die auch im Deutschsprachigen Raum gespielt wurde und mediale  Beachtung fand. Die New Yorker Indierock-Band Interpol schrieb einen Song mit dem Titel „The Heinrich Maneuver“, der Bezug auf den Roman nimmt. Namensgeber ist eines der Kinder der Patchwork-Familie. Die US-amerikanische Indieband The Airborne Toxic Event benannte sich nach dem Chemieunfall, der im englischen Original als airborne toxic event umschrieben wird.
2022 wurde der Roman von Noah Baumbach verfilmt.

## Literarische Rezeption
Eckhart Nickels Roman Punk (2024), in dem weißes Rauschen ein wichtiges Handlungselement ist, wurde von Jan Drees als „schräg verzerrte Post-Punk-Coverversion“ von DeLillos Roman bezeichnet.

## Auszeichnungen
Der Roman wurde 1985 in den USA mit dem National Book Award in der Kategorie Fiktion ausgezeichnet. Auf der Liste der 100 besten englischsprachigen Bücher (Best English-language Novels from 1923 to 2005) des Time Magazine rangiert der Roman auf Platz 43.